# Cryphia ammochroa
Cryphia ammochroa är en fjärilsart som beskrevs av Charles Boursin 1954. Cryphia ammochroa ingår i släktet Cryphia och familjen nattflyn. Inga underarter finns listade i Catalogue of Life.